# Numero di Bingham
Il numero di Bingham è un numero adimensionale usato nell'ambito della reologia per lo studio del moto dei fluidi di Bingham.
Prende il nome dal chimico americano Eugene C. Bingham (1878 – 1945).

## Definizione matematica
Il numero di Bingham è definito come:
{\displaystyle Bin={\frac {\tau _{y}L}{\mu v}}}
dove :
- {\displaystyle \tau _{y}} è la tensione di soglia (yield stress);
- L è una lunghezza caratteristica del fenomeno osservato;
- {\displaystyle \mu } è la viscosità dinamica (apparente);
- v è la velocità caratteristica.

## Interpretazione fisica
Il numero di Bingham può essere interpretato come il rapporto tra la tensione di soglia e la tensione viscosa.